# Disturbed
Disturbed este o formație heavy metal americană din Chicago, Illinois. Membrii formației sunt vocalistul David Draiman, chitaristul Dan Donegan, basistul John Moyer, și bateristul Mike Wengren. Formația a fost formată în 1994 ca Brawl, iar în 1996 a fost redenumită în  Disturbed atunci când David Draiman a fost recrutat ca noul vocalist al  grupului. De la formarea trupei, aceasta a vândut peste 13 milioane de albume la nivel mondial, fiind una dintre cele mai bine vândute trupe din anii recenți. Disturbed a lansat 5 albume de studio dintre care 4 au ajuns consecutiv pe locul 1 în topul Billboard 200. În octombrie 2011 formația a intrat într-o pauză nedefinită, membrii săi lucrând la diverse proiecte laterale, însă totuși ei asigură că în viitor se vor regrupa din nou ca Disturbed.
În anul 2015 ei au revenit în forță cu piesa The Vengeful One și cu un nou album intitulat Immortalized. De asemenea, au bubuit cu melodia The Sound of Silence, un cover al melodiei grupului Simon & Garfunkel din 1981, atingând aproape 1 miliard de vizualizări pe YouTube.

## Istoric

### Primii ani ca Brawl (1994–1996)
Înainte ca vocalistul David Draiman să se alăture trupei, ei au fost cunoscuți sub numele de „Brawl”, o trupă a cărui line-up era alcătuit din vocalistul Erich Awalt, chitaristul Dan Donegan, tobarul Mike Wengren și basistul Steve "Fuzz" Kmak. Înainte de a-și schimba numele în Brawl, trupa purta numele de Crawl, acestea fiind declarate de Donegan pe DVD-ul Decade of Disturbed. Ei își schimbaseră numele în Brawl datorită faptului că Krawl era deja folosit de altcineva. Awalt (fostul vocalist) a părăsit trupa imediat după înregistrarea primului demo, iar ceilalți trei dăduseră anunțuri pentru un nou vocalist. Ei au publicat un articol într-un ziar din Chicago, Illinois numit "Illinois Entertainer". Draiman a răspuns anunțului, după ce a mers la alte 20 de audiții în luna aceea. Cum și chitaristul trupei declara:  "You know, out of all the singers that we had talked to or auditioned, he [Draiman] was the only singer who was ready to go with originals. And that impressed me, just to attempt that"; Știți, din toți vocaliștii audiați sau cu care am vorbit, el (Draiman) era singurul pregătit să meargă cu originalități. Și asta m-a impresionat, doar fiindcă a încercat.
Draiman s-a alăturat trupei în 1996 și trupa a fost redenumită Disturbed. Când a fost întrebat de ce a ales numele Disturbed, acesta a declarat că era un nume la care a tot contemplat. Părea că simboliza tot ceea ce simțise la acea vreme.

### The Sickness (1998–2000)
După redenumire, Disturbed au înregistrat două demo-uri a câte 3 melodii, primul având demo-urile melodiilor "The Game", "Down with the Sickness" și "Meaning of life", iar cel de-al doilea demo-urile pentru "Want", "Stupify" și "Droppin' Plates". The Guy a fost creat ca mascotă a trupei. În cele din urmă trupa a semnat cu Giant Records. În 2000, trupa și-a lansat primul album, The Sickness. Albumul s-a clasat pe locul 29 în Billboard 200 și s-a vândut în 4 milioane de exemplare de la lansare numai în SUA, primind 4 discuri de platină. Înainte să însoțească trupa Marilyn Manson în turneul european din 2001, basistul Steve Kmak nu a mai putut să cânte datorită faptului că și-a sucit glezna, căzând de pe o scară de incendiu din locul lor de repetiții din Chicago. El a coborât pe scara de incendiu deoarece liftul era folosit să scoată echipamentul. După o operație reușită, doctorii i-au recomandat să sară peste turneu, pentru a nu-și agrava starea. Dar a cântat pe 11 și 12, 2001 în Chicago. În acest turneu a fost înlocuit de Marty O'Brien, până a putut cânta din nou.

### Believe (2001–2003)

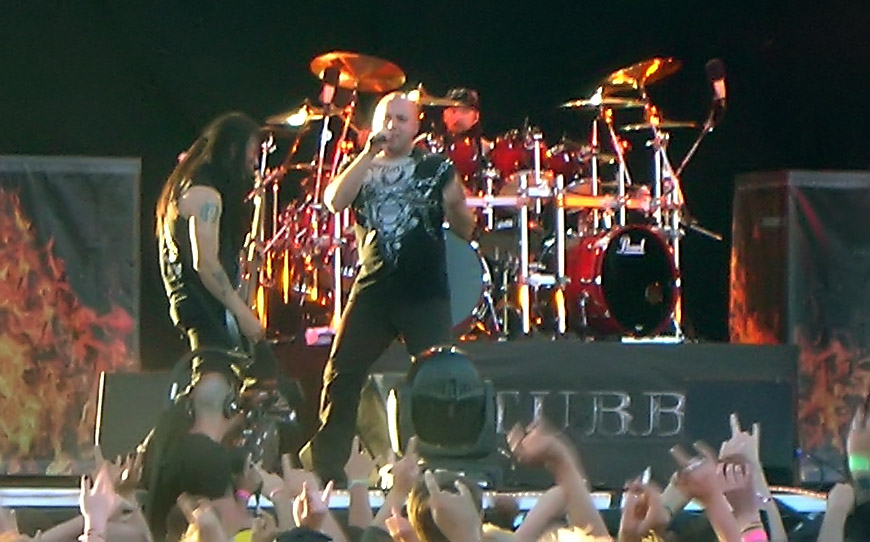

În Februarie 2001 s-a anunțat că trupa a făcut un cover pentru melodia "Midlife Crisis" celor de la Faith No More, pentru un album tribut, dar cover-ul n-a mai fost folosit. Pe 4 iunie 2002, a fost lansat un documentar pe DVD despre trupa cu titlul M.O.L., care arată momentele mai personale în studio și din timpul turneelor și avea și câteva performanțe live și câteva videoclipuri de-ale trupei.
Pe 17 septembrie, trupa și-a lansat cel de-al doilea album de studio, intitulat Believe, și a debutat pe locul 1 în Billboard 200
"Prayer" este primul single al trupei, dar videoclipul a fost retras de pe posturi datorită conținutului explicit ce semănă cu atentatele din 11 septembrie 2001.
Davis a înregistrat vocalizele pentru un cântec numit "Forsaken", scris și produs de Jonathan Davis de la Korn, pentru albumul Queen of the Damned.
În timpul ciclului de înregistrare a albumului Mike Wengren a menționat pe Decade of Disturbed că nu-și poate aminti prea mult și că a fost o perioadă întunecată pentru el și că a folosit alcoolul ca pe un instrument ajutător. Acestea, datorită faptului că mama lui se lupta cu cancerul, datorită tensiunilor cu ceilalți membri și fiindcă îl părăsise logodnica. începuse să se poarte prostește pentru a-și amorți suferința.
În 2003, trupa încă o dată a participat la Ozzfest și au mai organizat încă un turneu denumit Music as a Weapon II. Trupele Chevelle, Taproot si Unloco au concertat cu ei. În timpul turului, Disturbed au debutat un nou cântec denumit "Dehumanized". După ce au terminat turneul Music as a Weapon II, Steve Kmak a fost concediat de trupă datorită diferențelor de personalitate. El a fost înlocuit de John Moyer, care este și basistul actual. În noaptea în care Moyer a devenit basist au cântat la House of Blues, au debutat cântecele "Hell" și "Monster", ambele de pe B-side-ul albumului Ten Thousand Fists.

### Ten Thousand Fists (2004–2006)
Al treilea album al trupei Disturbed, Ten Thousand Fists a fost lansat pe 20 septembrie 2005. Albumul a debutat pe locul 1 în Billboard 200 cu vânzări de aproximativ 238.000 unități în prima săptămână, iar pe 5 ianuarie 2006, albumul a primit discul de platină pentru vânzări de peste 1.000.000 de exemplare. Trupa a concertat cu 10 Years și Ill Niño, după care a mai cântat odată la Ozzfest în 2006, ca invitați speciali, alături de Ozzy Osbourne, System of a Down, Lacuna Coil, DragonForce, Avenged Sevenfold și Hatebreed.
Într-un interviu cu Launch Radio Networks, vocalistul trupei, David Draiman a declarat că 20 de melodii au fost scrise pentru album dar numai 14 au trecut de selecție și au ajuns pe album. Printre melodiile rămase se numără Hell și a fost inclusă pe unul dintre cele două single-uri Stricken; Monster a fost eliberat ca un bonus pe iTunes de pe Ten Thousand Fists, ca pe urmă să fie inclus pe Ten Thousand Fists Tour Edition; "Two Worlds", care de-asemenea a fost inclus pe Ten Thousand Fists Tour Edition; "Sickened", care a fost inclus pe single-ul "Land of Confusion".
Ten Thousand Fists este primul album care are solo-uri la chitară. Ei au declarat ca solo-urile sunt parte din muzică și că lipsesc aproape complet la această oră în muzica modernă și au vrut să aducă o bucățică înapoi. Melodii precum "Stricken", "Overburdened" și "Land of Confusion" conțin solo-uri, dar și multe altele.
În 2006, un turneu european a fost programat, dar a fost amânat de două ori datorită lui Draiman, care a avut niște refluxuri de acid severe, care-i afectau vocea.
Draiman a comentat că a luat tratament cu Prevacid, 4 ani, dar că corpul său a devenit imun la el și nu-și mai făcea efectul. Totuși, anul acela mai târziu s-a operat și a reușit, însă putea bea o cantitate mică de alcool.
Prevacid devenit implicat într-o controversă vis-a-vis de faptul că împărțea fișiere în rețea împotriva regulamentului celor de la RIAA cu privire la împărțirea fișierelor deși casa lor de discuri era în cârdășie cu RIAA. Draiman a comentat: "This is not rocket science. Instead of spending all this money litigating against kids who are the people they're trying to sell things to in the first place, they have to learn how to effectively use the Internet. For the artists, my ass...I didn't ask them to protect me, and I don't want their protection." - ceea ce însemna că RIAA cheltuia bani utilizabili în alte scopuri pe protecție împotriva fanilor deși lor încercau să le vândă produsele, că foloseau internetul ineficient.
În 2006, Disturbed au mai organizat un tur Music as a Weapon III; trupele Flyleaf, Stone Sour și Nonpoint au concertat cu ei.
Disturbed a terminat prima etapă a turului și a anunțat că nu va mai avea loc o a doua și că se vor opri din turneu și vor scrie material nou pentru cel de-al patrulea album de studio.

### Indestructible (2007–2009)

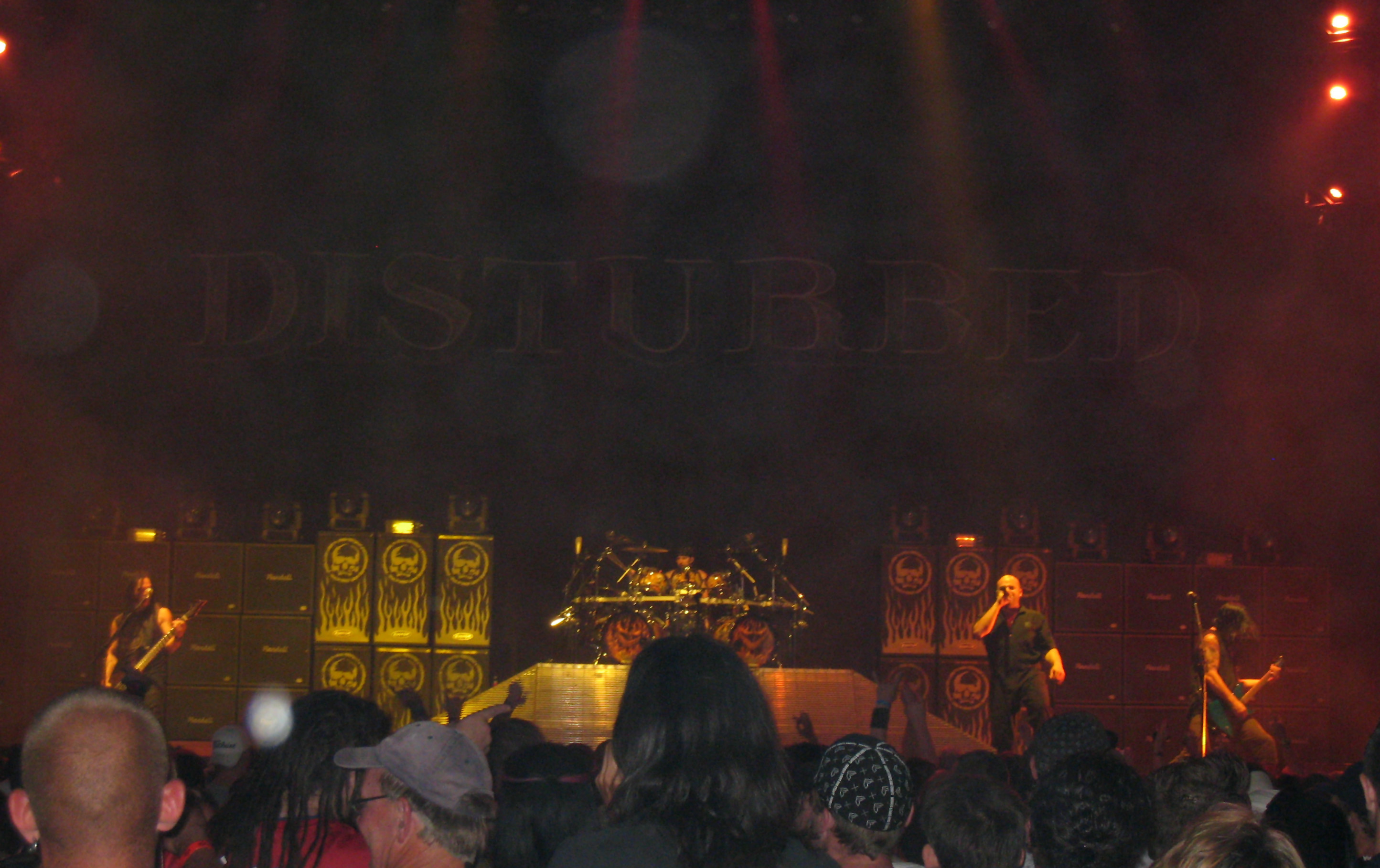
Disturbed at 2008's Mayhem Festival in Dallas, Texas.

În iulie 2007 o nouă melodie numită "This Moment" a fost eliberată ca soundtrack pentru filmul Transformers. Trupa și-a mixat albumul denumit Indestructible, în Los Angeles, California în 2007. David Draiman a declarat că 15 melodii au fost înregistrate, dar că doar 12 vor fi pe album.
Pe 6 martie 2008, trupa a lansat o mostră de 30 de secunde a melodiei "Perfect Insanity" pe profilul lor de MySpace. În martie 2008 a fost disponibil pentru descărcare de pe siteul trupei, ceea ce a făcut ca melodia să fie difuzată și trupa a cântat live în Kuweit la un eveniment special Operation MySpace.
Primul single de pe Indestructible a fost "Inside the Fire" și a fost disponibil pentru achiziționare digitală de pe 25 martie 2008. Trupa a concertat și în SUA în aprilie și mai cu Five Finger Death Punch și Art of Dying. Pe 2 mai un videoclip pentru "Inside the Fire" a fost disponibil pe site-ul trupei. Disturbed și-a lansat și primul extras ca și un single pe 6 mai 2008 și pe 3 iunie, Indestructible a devenit disponibil.
La 13 mai 2008 cei de la Harmonix (producătorii jocului Rock Band) au anunțat că au ajuns la o înțelegere cu trupa și cu Best Buy pentru a încadra vreo 2 melodii de pe Indestructible pentru a le juca, pentru aceia care au ales Best Buy pentru a cumpăra albumul.
Pe 3 iunie 2008 Harmonix au 3 melodii de pe album: "Indestructible", "Inside the Fire" și "Perfect Insanity".
Pe 12 mai, Harmonix au lansat Stricken și Stupify pe Rock Band. Pe 29 mai, trupa și-a cântat primul lor concert live online. Pepsi și Deep Rock Drive au sponsorizat concertul, care a avut loc în Las Vegas.
Indestructible a fost lansat în US la 3 iunie 2008 și în Australia la 7 iunie 2008. Și a fost al treilea album al trupei care a debutat pe locul 1 în Billboard 200. O ediție specială doar pentru internet a fost lansată ce include B-side-ul "Run", un DVD despre facerea albumului și un poster, un permis VIP laminat pentru trecerea liberă la show-urile speciale niște materiale audio rare și multe altele. 
Trupa a concertat la "Mayhem Festival", alături de Slipknot, DragonForce și Mastodon în timpul verii lui 2008. De-asemenea trupa a concertat prin Australia și Noua Zeelanda în lunile august și septembrie ale aceluiași an.
Pe 30 septembrie 2008, trupa a lansat pe iTunes albumul lor live Live & Indestructible, au făcut niște melodii pt. Deep Rock Drive, și au filmat videoclipul oficial pentru "Indestructible".
Trupa a startat un turneu prin Europa, care a început din Londra în octombrie 2008 și s-a terminat la Helsinki în noiembrie. În noiembrie și decembrie au concertat în SUA.
Melodia "Inside the Fire" a fost nominalizată la Grammy Award, ediția din 2009 la categoria "Best Hard Rock Performance" (Cea Mai Bună Performanță Hard Rock.
În martie 2009 și-au lansat cel de-al treilea single, "The Night".
Și-au început turneul Music as a Weapon IV în martie 2009 și l-au încheiat târziu în luna mai. Turul a fost dublat de un "festival", cu cei de la Killswitch Engage, Lacuna Coil și Chimaira pe scena principală. Trupa a mai lansat o versiune a coverlului lor al celor de la Faith No More a melodiei "Midlife Crisis" pe albumul Covered, A Revolution in Sound, care a mai inclus și trupe precum Mastodon, The Used și Avenged Sevenfold.
Acest cover a fost înregistrat pentru Indestructible, dar au decis să nu-l mai folosească.

### Asylum (2010-prezent)
Într-un interviu cu David Draiman, acesta a vorbit despre al 5-lea album, spunând că va fi dur, dacă nu mai dur decât Indestructible. Draiman a mai declarat că este ușor identificabil cu Disturbed, dar mai matur. Song-writing-ul pentru următorul album a început în 2009. Într-un interviu timpuriu cu Mike Wengren și John Moyer, au fost de părere că judecând după sentimentele și viața lui Draiman din ultimii câțiva ani, albumul va fi dur, dar similar cu Believe. Wengren a declarat că albumul ar putea fi lansat în timpul verii lui 2010. Adițional, David a declarat că se lucrează la un DVD. O numărătoare inversă pentru DVd a putut fi văzută pe site-ul oficial al trupei și s-a încheiat la 12 ianuarie 2010 la 5 dimineața și un trailer pt DVD-ul Decade of Disturbed a fost disponibil.
În iulie 2009 într-un interviu pentru FaceCulture, Draiman a declarat că DVD-ul are legătura cu ultima decadă din existența trupei, a vorbit și despre albumul care urma să fie scos.
Pe 23 martie 2010 a relansat albumul The Sickness, cu bonusurile "God of the Mind" și "A Welcome Burden", coperta nouă, remasterizare și remixare a melodiilor. Varianta a fost disponibilă pentru vinilin, pentru prima dată. 
Pe 26 februarie, Harmonix au anunțat că un nou pachet cu muzica lor va apărea pe Rock Band, cu melodiile "Voices", "The Game" și "Meaning of Life".
Pe 8 februarie 2010, s-a anunțat că trupa a intrat în studioul din Chicago, Illinois, pentru a începe înregistrarea celui de-al 5-lea album al trupei, fixat pentru lansare în 2010. Chitaristul Dan Donegan a anunțat că 15-18 melodii au fost scrise. Mai târziu au anunțat titlul albumului și acela era Asylum.
Ei au lansat un cover al melodiei "Living After Midnight" de la Judas Priest pentru albumul Metal Hammer Presents... Tribute to British Steel.
Și de data asta trupa a scos un debutant pe locul #1 în Billboard.
Ei au cântat pe scena principală la "Rockstar Energy Drink Uproar" alături de Avenged Sevenfold, Stone Sour, Hellyeah și Halestorm în vara lui 2010.
Pe 8 octombrie 2010, trupa a anunțat că Davis a fost diagnosticat cu o condiție precară a gâtului și au amânat turneul prin SUA.
Music as a Weapon V va fi organizat în 2011 și Korn, Sevendust și In This Moment vor fi prezenți.
Pe 31 ianuarie 2011, trupa a anunțat că vor concerta la Rockstar Energy Drink Mayhem Festival, cu Godsmack și Megadeth, în vara lui 2011.

## Mascota
Mascota trupei, The Guy, a fost la început doar o figură cu o cagulă desenată pe cap, pe spatele coperții albumului The Sickness. Desenatorul original al Tipului (The Guy, tradus din engleză, înseamnă Tipul) a folosit un program digital de distorsionare. După ce imaginea a fost distorsionată de 3 ori, The Guy a devenit mascota trupei. Ulterior a fost desenat întreg și a apărut pe copertele albumelor Ten Thousand Fists (2005), Indestructible (2008), Asylum (2010) de către David Finch de la DDC, dar care a lucrat și la Top Cow și Marvel. A apărut și în videoclipul cover-ului Land of Confusion.

## Stilul muzical abordat
Clasificată ca formație de heavy metal, sau hard rock, Disturbed este văzută de unii critici ca o trupă de nu metal, și metal alternativ.
Când au fost întrebați de ce fanii hardcore nu se regăsesc în muzica lor, David Draiman a declarat:
|  | We probably have too much melody going on or we're not quite as turbulent or caustic. While I really love that type of music, it's not what we try to do. If we have to place things in context, we're more hard rock than heavy metal these days. The secret is that we were never really part of any particular trend, although we definitely benefited from the popularity of what was called nu-metal at the time ... We never had the stereotypical attributes that those bands had. We don’t rap; there’s no turntable involved; no fusion in that aspect. We play, in my opinion, classic metal. Sabbath, Maiden, Priest, Metallica, Pantera: these are the bands that made us want to play. |

 - Ceea ce înseamnă că ei cântă doar în mod asemănător cu al trupelor care i-au inspirat.
Versurile trupei sunt în marea majoritate a cazurilor despre: Paradis și Iad, violență domestică, război, genocid, sinucidere, nebunie, poluare, politică, religie, abuz de putere, dependență de droguri, relații, dar și versuri horror despre vârcolaci, vampiri, zombi, demoni, fantome, dar și îngeri.

## Membrii trupei
Membri actuali
- David Draiman – voce (1996–prezent)
- Dan Donegan – chitară, sintetizator (1996–prezent)
- Mike Wengren – tobe (1996–prezent)
- John Moyer – chitară bas, back vocal (2004–prezent)

Foști membri
- Erich Awalt – vocal (1994–1996)
- Steve "Fuzz" Kmak – bas (1996–2003)

Membru de turnee
- Marty O'Brien – chitară bas (2001)

## Discografie
Albume de studio
- The Sickness (2000)
- Believe (2002)
- Ten Thousand Fists (2005)
- Indestructible (2008)
- Asylum (2010)
- Immortalized (2015)
- Evolution (2018)
- Divisive (2022)

## Cover-uri =

#### În studio
- Shout 2000 - Piesă aparținând trupei Tears for Fears
- Land of Confusion - Piesă aparținând trupei Genesis
- Living After Midnight - Piesă aparținând trupei Judas Priest

#### În concert
- Fade to Black - În turneul Music as a Weapon - preluare Metallica
- Cold Gin - preluare Kiss
- Walk - preluare Pantera
- Black - preluare Sevendust

### Filme
- 2001 - „Down with the Sickness” - folosit în filmul The One
- 2001 - „A Welcome Burden” - folosit în filmul Dracula 2000
- 2001 - „The Game” - folosit în filmul Cooler's Revenge (Dragon Ball Z Movie 5)
- 2001 - „Stupify” (remix) - folosit în filmul Little Nick
- 2001 - „Stupify” - folosit în filmul Lord Slug (Dragon Ball Z Movie 4)
- 2001 - „Fear” - folosit în filmul Lord Slug (Dragon Ball Z Movie 4) Ozzfest 2001
- 2001 - „God of the Mind” - folosit în filmul Valentine
- 2002 - „Forsaken” - folosit în filmul Queen of the Damned
- 2002 - „Down with the Sickness” - folosit în filmul Queen of the Damned
- 2002 - „Down with the Sickness” - folosit în filmul xXx
- 2004 - „Intoxication” - folosit în filmul MTX Mototrax
- 2004 - „Down with the Sickness” - folosit în filmul Dawn of the Dead
- 2004 - „Liberate” - folosit în filmul Tony Hawk's Underground 2
- 2005 - „Down with the Sickness” - folosit în filmul Green Street
- 2005 - „Prayer” - folosit în filmul House of Wax
- 2005 - „Fear” - folosit în filmul House of Wax
- 2005 - „Decadence” - folosit în jocul Need for Speed: Most Wanted
- 2005 - „Ten Thousand Fists” - folosit în jocul Madden 06
- 2006 - „Guarded” - folosit în filmul Saw III
- 2007 - „This Moment” - folosit în filmul Transformers